# Макропсия
Макропсия — психическое расстройство, при котором предметы воспринимаются бо́льшими, чем они есть на самом деле, а воспринимающий их субъект меньшим, чем есть на самом деле. Противоположность макропсии называется микропсией. Макропсия — разновидность метаморфопсии.
Причинами макропсии бывают мигрень и (редко) сложная частичная эпилепсия. Временная макропсия может быть также вызвана действиями различных воздействующих на психику наркотиков, особенно гашишем и галлюциногенными грибами. Вызванные препаратом изменения в восприятии проходят с его выведением из организма.